# Zell am Pettenfirst
Pour les articles homonymes, voir Zell.
Zell am Pettenfirst est une commune autrichienne du district de Vöcklabruck en Haute-Autriche.